# Alfred Grenander
Alfred Frederik Elias Grenander (Skövde, 26 giugno 1863 – Berlino, 14 luglio 1931) è stato un architetto svedese, che lavorò principalmente a Berlino.
È noto per i suoi progetti di stazioni per la metropolitana di Berlino.

## Vita
Studiò architettura dal 1881 al 1885 al Politecnico di Stoccolma, e dal 1885 al 1890 alla Technische Hochschule di Charlottenburg, presso Berlino (oggi Technische Universität).
Collaborò con noti architetti del suo tempo, fa cui Alfred Messel e Paul Wallot; nel 1896 fondò un suo studio, e successivamente collaborò con la neonata società della Metropolitana di Berlino (poi BVG), per la quale realizzò circa 70 stazioni. Il suo stile si trasformò, dagli inizi liberty, verso una personale rielaborazione pragmatica del Movimento moderno degli anni venti ("Nuova Oggettività").

## Caratteri
Della sua prima fase stilistica è d'obbligo ricordare la ricostruzione della stazione di Wittenbergplatz (1913), per il cui fabbricato d'ingresso Grenander si ispirò al mausoleo di Galla Placidia di Ravenna.
La maggiore opera del suo linguaggio maturo fu l'ampliamento della stazione di Alexanderplatz (1930), con lo studio accurato ed emozionante di grandi spazi interni comunicanti.
Nelle ultime linee (attuali U5 e U8), Grenander fece un interessante uso di piastrelle in ceramica colorate, assegnando ad ogni stazione una diversa tinta.
L'opera di Grenander, a lungo considerata di scarsa importanza (ancora alla fine degli anni novanta il restauro della linea U5 ha completamente stravolto l'aspetto originario), ha goduto negli ultimi anni di un risveglio di interesse, culminato in una mostra temporanea allestita al Technikmuseum di Berlino a partire da novembre 2006.

## Opere principali

### Stazioni della metropolitana
- 1911-13 Wittenbergplatz, Berlino-Schöneberg
- 1926 Hermannplatz, Berlino-Neukölln
- 1927-30 Alexanderplatz, Berlino-Mitte (con Alfred Fehse)
- 1929 Krumme Lanke, Berlino-Zehlendorf
- 1929-30 Olympia-Stadion, Berlino-Westend
- 1930 Nollendorfplatz, Berlino-Schöneberg

### Altre realizzazioni
- 1907-16 Edifici amministrativi della società meccanica Ludwig Loewe in Huttenstraße, Berlino-Moabit
- 1911-13 Viadotto della metropolitana ("Magistratsschirm") in Schönhauser Allee, Berlino-Prenzlauer Berg (con Johannes Bousset)
- 1913-16 Edifici amministrativi e industriali della società Knorr-Bremse in Neue Bahnhofstraße, Berlino-Rummelsburg (ampliati nel 1922-27)
- 1929-30 Edificio amministrativo della BVG in Dircksenstraße, Berlino-Mitte

### Fonti di approfondimento
- (DE) Roland Jaeger (a cura di), Alfred Grenander. Neue Werkkunst, Berlino, Gebr. Mann Verlag, ISBN 978-3-7861-2283-8.